# Архат
Архат (санскрит: अर्हत архат, „достоен“; пали: арахан) – в Тхеравада будизма това е човек, постигнал пълно освобождение от смущаващи чувства и излязъл от „колелото преражданията“, но нямащ всезнанието на Буда.
Достигането на състоянието на Архат е главната цел на Тхеравада. По пътя на архата практикуващият отначало трябва да стане сротапана – „влизащия в потока“, след което той повече никога не „деградира“ до състоянието на „обикновения човек“. Следващото ниво е сакридагамин („завръщащия се само веднъж“); след като стане сакридагамин ще се роди още само веднъж. След това – анагамин (незавръщащият се); той няма да се върне в света на желанията – Камалока, но все още може да се роди във висшите божествени светове – Рупалока и Арупалока. След като от анагамин стане Архат, човек постига нирвана за самия себе си и не се стреми към нищо друго. Според Махаяна възгледа, Будите подбуждат Архатите да излязат от егоистичната „нирвана за себе си“ и да навлязат в пътя на бодхисатвите.